# Cyclosorus dentatus
Cyclosorus dentatus är en kärrbräkenväxtart som först beskrevs av Peter Forsskål och som fick sitt nu gällande namn av Ren-Chang Ching.
Cyclosorus dentatus ingår i släktet Cyclosorus och familjen Thelypteridaceae. Inga underarter finns listade i Catalogue of Life.